# Засипле сніг дороги…
«Засипле сніг дороги…» — український анімаційний фільм 2004 року студії Укранімафільм, автор сценарію та режисер — Євген Сивокінь.
Займає 75-80-у позицію у списку 100 найкращих фільмів в історії українського кіно.

## Сюжет
Фільм знятий із застосуванням техніки піску, де упродовж 7 хвилин автор розповідає історію про дитинство та старість, де переплітаються сни та спогади.

## Над фільмом працювали
- Автор сценарію, режисер, художник-постановник та аніматор: Євген Сивокінь;
- Композитор: Вадим Храпачов;
- Кінооператор: Анатолій Гаврилов;
- Звукорежисер: Вадим Пашкевич;
- Художник та асистент режисера: Олена Короткевич;
- Монтаж: Юна Срібницька (у титрах Ю. Сребницька);
- Установник кольору: Л. Фейферова;
- Редактор: Світлана Куценко;
- Директор знімальної групи: В'ячеслав Кілінський.

## Нагороди
- Приз за «Найкращий анімаційний фільм» на 28 Міжнародному фестивалі короткометражних фільмів у Клермон-Феррані.
- «Особлива відзнака журі Міжнародного конкурсу» на 4 Таборському міжнародному фестивалі короткометражних фільмів.
- «Приз газети „Дзеркало тижня“» на Міжнародному фестивалі анімаційних фільмів «Крок» у 2005 році.
- Режисеру-аніматору Євгену Сивоконю — за фільм «Засипле сніг дороги…» — присуджено Мистецьку премію «Київ» імені Івана Миколайчука у 2006 році.